# Yunshishan (sockenhuvudort i Kina, Jiangxi Sheng, lat 25,86, long 115,86)
Yunshishan är en sockenhuvudort i Kina. Den ligger i provinsen Jiangxi, i den sydöstra delen av landet, omkring 310 kilometer söder om provinshuvudstaden Nanchang. Antalet invånare är 39 279. Befolkningen består av 19 674 kvinnor och 19 605 män. Barn under 15 år utgör 26,0 %, vuxna 15-64 år 65 %, och äldre över 65 år 8,0 %.
Runt Yunshishan är det ganska tätbefolkat, med 230 invånare per kvadratkilometer. Närmaste större samhälle är Xijiang, 8,8 km väster om Yunshishan. I omgivningarna runt Yunshishan växer huvudsakligen savannskog.
Genomsnittlig årsnederbörd är 1 965 millimeter. Den regnigaste månaden är maj, med i genomsnitt 358 mm nederbörd, och den torraste är oktober, med 19 mm nederbörd.